# Susan Haack
Susan Haack (nacida en 1945, Inglaterra) es una profesora de filosofía y derecho británica. Ha escrito obras en diferentes ámbitos filosóficos, incluyendo lógica, filosofía del lenguaje, epistemología y metafísica. Su pragmatismo se desprende del de Charles Sanders Peirce.

## Trayectoria profesional
Susan Haack es graduada de la Universidad de Oxford y la Universidad de Cambridge. En Oxford, estudió en el Colegio St. Hilda's, donde su profesora de filosofía primero fue Jean Austin, viuda de J. L. Austin. También estudió a Platón con Gilbert Ryle y lógica con Michael Dummett. David Pears supervisó su trabajo para obtener un B. Phil. sobre la ambigüedad. En Cambridge, escribió su doctorado bajo la supervisión de Timothy Smiley. Ella ocupó los cargos de miembro del New Hall, Cambridge y profesor de filosofía en la Universidad de Warwick antes de asumir su puesto actual en la Universidad de Miami.

## Pensamiento
La contribución más importante de Haack a la filosofía es su teoría epistemológica, el fundherentismo, que es su intento de evitar los problemas lógicos del fundacionalismo puro (que es susceptible a la regresión al infinito) y el coherentismo puro (que es susceptible a la circularidad). Ella ilustra esta idea con la metáfora del crucigrama. Una versión muy simplificada de este producto de la siguiente manera: encontrar una respuesta con una pista es similar a una fuente fundamental (basada en la evidencia empírica). Asegurarse de que las palabras están mutuamente entrelazadas sensiblemente, es análogo a la justificación por la coherencia. Ambos son componentes necesarios en la justificación del conocimiento.
Escribió un ensayo titulado Nos pragmatizamos...: son conversaciones y diálogos entre Peirce y Rorty, integradas en su totalidad por las cotizaciones de ambos filósofos. Ella desempeñó el papel de Peirce. Haack publicó un ensayo vigoroso en el nuevo criterio, teniendo excepción fuerte para muchos de los puntos de vista de Rorty, en especial su pretensión de ser una especie de pragmático.
Haack (1998) es muy crítica con la opinión de que hay una perspectiva femenina en el razonamiento, la lógica, el método científico, y la verdad científica, que indica que muchas críticas feministas de la ciencia y la filosofía como interesados en que los resultados de la investigación científica es "políticamente correcto ". Ha escrito para la revista Free Inquiry y del "Consejo para el Humanismo Secular". El trabajo de Haack ha sido revisado y citado en la prensa popular, como el The Times Literary Supplement, así como en revistas académicas.

## Libros publicados
- Lógica divergente (Deviant Logic). 1974.
- Filosofía de las lógicas (Philosophy of Logics). 1978.
- Evidencia e investigación: Hacia una renconstrucción en epistemología (Evidence and Inquiry: Towards Reconstruction in Epistemology). 1993.
- Manifiesto de una apasionada moderada: ensayos fuera de moda (Manifesto of a Passionate Moderate: Unfashionable Essays). 1998.
- Defendiendo la ciencia — Dentro de la razón: Entre el cientificismo y el cinismo (Defending Science — Within Reason: Between Scientism and Cynicism). 2003.
- Poniendo a trabajar a la filosofía: La investigación y su lugar en la cultura (Putting Philosophy to Work: Inquiry and Its Place in Culture). 2008.